# Mecicobothriidae

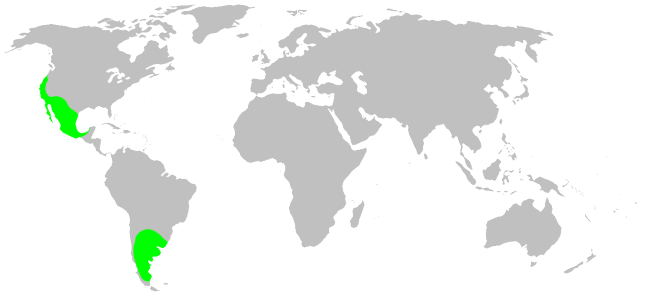
Răspândirea fam. Mecicobothriidae

Mecicobothriidae, sau Tarantule-pitici, este o familie de păianjeni a infraordinului Mygalomorphae. După cum indică numele, această familie include păianjen la exterior foarte asemănători cu alte tarantule, însă de dimensiuni mai mici. Multe exemplare sunt mai mici de 1 cm, iar cel mai mare reprezentant ajunge până la 2 cm. Chelicerele sunt direcționate anterior în jos. Ei construiesc plasă orizontală în formă de pâlnie. Cu excepția a două specii, Mecicobothrium baccai și Mecicobothrium thorelli  din Brazilia, Argentina și Uruguay, toate speciile habitează în America de Nord, în special în Statele Unite, fiind specii endemice. În  Mexic se întâlnește specia Hexurella encina.

## Clasificare
Hexura Simon, 1884
- Hexura picea Simon, 1884 - SUA
- Hexura rothi Gertsch & Platnick, 1979 - SUA

Hexurella Gertsch & Platnick, 1979
- Hexurella apachea Gertsch & Platnick, 1979 — SUA
- Hexurella encina Gertsch & Platnick, 1979 — Mexico
- Hexurella pinea Gertsch & Platnick, 1979 — SUA
- Hexurella rupicola Gertsch & Platnick, 1979 — USA

Mecicobothrium Holmberg, 1882
- Mecicobothrium baccai Lucas et al., 2006 — Brazilia
- Mecicobothrium thorelli Holmberg, 1882 — Argentina, Uruguay

Megahexura Kaston, 1972
- Megahexura fulva (Chamberlin, 1919) — USA